# Бродница (Ровненская область)
Бродница (укр. Бродниця) — село в Заречненской поселковой общине Варашского района Ровненской области Украины.
До 2020 года входило в Заречненский район.
Население по переписи 2001 года составляло 804 человека. Почтовый индекс — 34051. Телефонный код — 3632. Код КОАТУУ — 5622280702.